# ناحية اليعربية
ناحية اليعربية إحدى نواحي سوريا تتبع إداريّاً لمحافظة الحسكة منطقة المالكية ومركزها مدينة اليعربية، تحاذي الحدود العراقية وفيها معبر اليعربية الحدودي بلغ تعداد سكان الناحية 39,459 نسمة حسب التعداد السكاني لعام 2004.

## بلدات وقرى ناحية اليعربية

### أ
- ابن الأثير
- أبو حجر
- أبو مناصب شمالي
- أبو مناصب جنوبي
- أخو دلشة
- الأصيلع
- أم حبال
- أم العظام
- أم خشوف
- الرمضانية
- الركابية
- الدردارة
- أم كرين
- أم كهيف تحتاني
- أم كهيف فوقاني

### ب
- بئر الحلو
- بئر المالح
- البصيصية
- البطحاء
- البوثة
- بوثة الطاش
- البيلونة

### ت
- تل التمر
- تل السم
- تل الصراط
- تل حسن
- تل دويم
- تل العرب شرقي
- تل العرب غربي
- تل علو الأولى
- تل علو الثانية
- تل علو تحتاني
- تل علو فوقاني
- تل غزال
- تل فخار
- تل مشحن
- تل ناعور

### ث
- الثامرية
- ثقيف

### ج
- جرش
- جدعاوي شرقي
- جدعاوي غربي
- الجنيدية

### ح
- حداد
- الحرملة
- الحرية
- الحسناء
- الحسينية
- الحصانية
- الحريشية

### خ
- خراب الجير
- خراب حسن
- خربة البئر
- خربة البستان
- خربة البير تحتاني
- خربة البير فوقاني
- الخزنة
- الخميسية
- خويتلة

### ذ
- ذراية

### ر
- رجم عيار

### س
- سليمان ساري
- سيحة الضيف
- سيحة تحتاني
- سيحة فوقاني

ش
- الشبكة
- الشعفانية
- الشوفة الجنوبية
- الشوفة الشمالية

### ص
- الصديدية
- الصفا
- الصهريج الغربي
- الصهريج الوسطي
- صيدا

### ط
- الطاش الشرقي
- الطاش الغربي
- طويرش

### ع
- العبادية
- العثمانية
- العرجة الشرقية
- عدنان
- العقابية
- العلكانة
- علي آغا
- العليانية
- العنزي

### غ
- غزيلة

### ف
- فطومة

### ق
- قحطان
- قريش شرقي
- قريش غربي
- قلعة الهادي الشرقية
- قلعة الهادي الغربية

ك
- الكوز الشرقي
- الكوز الشمالي
- الكوز الغربي
- الكريات

ل
- اللقوة
- اللهيبية

### م
- المالحة
- المتسلطن
- محطة تل علو
- المحمودية
- المرة
- مرزوقة
- مستريحة شرقية
- مستريحة غربية
- مسعدة
- مسعود رفيع
- مسعود صغير
- مسعود كبير
- المشحنية
- مشيرفة السعدي
- المليحانية
- المكرنات

ن
- الناصرية
- الناصرية الشرقية
- النعيمية

### هـ
- الهرمة
- هوازن
- الهويرة

و
- الوادي
- الوردية

ي
- اليعربية